# Nordman (musikalbum)
Nordman är den svenska musikgruppen Nordmans debutalbum. Det lanserades i april 1994. På albumet återfinns hitlåtarna "Förlist", "Vandraren", "Laglöst land" och "Ännu glöder solen" som även utkom som singlar. Albumet såldes i 540 000 exemplar i Sverige och vann Rockbjörnen för Årets svenska skiva  och Årets svenska låt ("Vandraren"). Nordman vann även kategorin Årets svenska grupp. Albumet låg 1:a på den svenska albumlistan 16 veckor i rad och totalt sett låg den 99 veckor på listan. Det är ett av de album i svensk musikhistoria som legat längst på listan. 
Py Bäckman har skrivit alla texterna utom "Förlist". Hon medverkar även med sång på skivan.

## Låtlista
1. "Vandraren" (3:14)
2. "Under norrskenet" (3:55)
3. "Ännu glöder solen" (4:02)
4. "Vill ha mer" (3:43)
5. "Då syns du inte mer" (3:23)
6. "Förlist" (3:53)
7. "Laglöst land" (3:53)
8. "Och regnet föll" (3:33)
9. "Nu lever sommaren" (3:37)
10. "Stormens öga" (3:50)
11. "Om hon vill det själv" (3:21)
12. "Strömkarlen" (3:34)
13. "Locklåt" (0:28)
14. "I midsommartid" (7:24)

## Medverkande

### Nordman
Nyckelharpa, Synthesizer, Bass, Trumprogrammering - Mats Wester
Sång - Håkan Hemlin

### Väsen
Mandola, gitarr, mandolin - Roger Tallroth
Nyckelharpa, Contrabass [Kontrabasnyckelharpa] - Olov Johansson
Viola - Micke Marin

### Övriga musiker
Sång - Py Bäckman
Säckpipa - Bengt Sundberg
Elbas - Backa-Hans Eriksson  (spår: 3, 4, 7)
Flöjt [renässans-Sopranflöjt], Krumhorn - Karin Hedlund
Percussion, Trumprogrammering - Magnus Persson
Hurdy Gurdy [Lira] - Harald Pettersson
Vokaler [Kulning] - Maria Röjås (spår: 13)

### Arrangemang
Producent, arrangerad av, inspelad av - Mats Wester
Arrangeras av [samarbete] - Väsen
Mastering av - Björn Engelmann
Mixning - Carl-Michael Herrlöfsson  (spår: 1 till 5, 7 till 10, 12 till 14), Mats Wester (spår: 11), Robert Wellerfors (spår: 6)
Musik - Håkan Hemlin  (spår: 6, 8), Mats Wester  (spår: 1 till 12, 14)
Text - Lars Sahlin  (spår: 6), Py Bäckman  (spår: 1 till 5, 7 till 12, 14)
Design [Form] - Hurray! (2), Thomas Widestrand
Fotografi av - Peter Cederling

## Listplaceringar
| Lista (1994-1996) | Topplacering |
| ----------------- | ------------ |
| Finland           | 17           |
| Norge             | 24           |
| Sverige           | 1            |

## Trackslistan
"Förlist" bubblade utanför listan vecka 14.
"Vandraren" gick upp på listans förstaplats vecka 31 efter att ha legat på Sommartoppens förstaplats under tio veckor. Låten lämnade listan efter åtta veckor.
| Position | 1 | 1 | 1 | 1 | 3 | 5 | 6 | 12 |

"Laglöst land" gick upp på listan vecka 42, och lämnade den efter åtta veckor.
| Position | 13 | 11 | 11 | 9 | 8 | 9 | 13 | 17 |

"Ännu glöder solen" gick upp på listan vecka 6 (1995), och lämnade den efter fyra veckor.
| Position | 16 | 16 | 17 | 20 |